# Alcaudete
Alcaudete é um município da Espanha na província de Jaén, comunidade autónoma da Andaluzia, de área 236,70 km² com população de 11101 habitantes (2004) e densidade populacional de 46,90 hab/km².

## Demografia
| Variação demográfica do município entre 1991 e 2004 | Variação demográfica do município entre 1991 e 2004 | Variação demográfica do município entre 1991 e 2004 | Variação demográfica do município entre 1991 e 2004 |
| --------------------------------------------------- | --------------------------------------------------- | --------------------------------------------------- | --------------------------------------------------- |
| 1991                                                | 1996                                                | 2001                                                | 2004                                                |
| 11460                                               | 11367                                               | 11154                                               | 11101                                               |